# Nikolaj Ivanovič Il'minskij
Nikolaj Ivanovič Il'minskij (Николай Иванович Ильминский; Penza, 23 aprile 1822 – Kazan', 27 dicembre 1891) è stato un orientalista e missionario russo cristiano ortodosso.
Figura paradigmatica dell'orientalismo russo di epoca zarista. Professore di lingua araba all'università di Kazan e studioso dei popoli turcofoni della Russia, gettò le basi di una più morbida, ma sempre paternalistica, politica di russificazione delle minoranze alloglotte, introducendo l'uso delle lingue locali nell'istruzione primaria.
A tale scopo adattò l'alfabeto cirillico per scrivere in varie lingue tra cui il tataro e il ciuvascio e in questo collaborò con il padre di Lenin, Il'ja Nikolaevič Ul'janov, ispettore scolastico nell'oblast di Simbirsk. Molto approfonditi furono i suoi studi sulla lingua dei Kazaki che a quell'epoca venivano chiamati dagli orientalisti russi Kirghisi, mentre i Kirghisi venivano chiamati Karakirghisi. Fra le sue opere una traduzione in tartaro della Bibbia.
- Профессор Н.И.Егоров. Выступление на чувашском языке (Круглый стол, посвященный к 195-летию со дня рождения Н.И. Ильминского, 120-летию Н.Н. Поппе и 145-летию К.П. Прокопьева). Чăвашла.
- Сергей Щербаков: Миссионерско-просветительская система Н.И. Ильминского и чуваши: две стороны одной медали
- Agabazar: Сумбур вместо гармонии